# Beckina
Beckina es un género de foraminífero bentónico considerado un sinónimo posterior de Hofkeruva de la subfamilia Uvigerininae, de la familia Uvigerinidae, de la superfamilia Buliminoidea, del suborden Buliminina y del orden Buliminida. Su especie tipo era Beckina hornadayi. Su rango cronoestratigráfico abarcaba el Mioceno.

## Discusión
Clasificaciones previas incluían Beckina en el suborden Rotaliina del orden Rotaliida.

## Clasificación
Beckina incluye a la siguiente especie:
- Beckina hornadayi †